# Зайцівська селищна рада
Зайцівська селищна рада — орган місцевого самоврядування у складі Бахмутського району Донецької області. Адміністративний центр — селище міського типу Зайцеве.

## Загальні відомості
- Населення ради: 3459 осіб (станом на 1 січня 2013 року)

## Населені пункти
Селищній раді підпорядковані населені пункти:
- смт Зайцеве

## Склад ради
Рада складається з 20 депутатів та голови.
- Голова ради: Весьолкін Володимир Юрійович

### Депутати
За результатами місцевих виборів 2010 року депутатами ради стали:

#### За суб'єктами висування
| Суб'єкт висування                                       | Кількість обраних депутатів | %  |
| ------------------------------------------------------- | --------------------------- | -- |
| Партія регіонів                                         | 13                          | 65 |
| Самовисування                                           | 5                           | 25 |
| Політична партія Всеукраїнське об'єднання «Батьківщина» | 2                           | 10 |

#### За округами
| № округу                                                | Прізвище, ім'я, по батькові         | Дата визнання обраним | Освіта                    | Партійна приналежність                        | Відомості про обраного депутата                           |
| ------------------------------------------------------- | ----------------------------------- | --------------------- | ------------------------- | --------------------------------------------- | --------------------------------------------------------- |
| Партія регіонів                                         |                                     |                       |                           |                                               |                                                           |
| 1                                                       | Леонова Людмила Олександрівна       | 01.11.2010            | Освіта середня спеціальна | член Партії регіонів                          | Зайцівська селищна рада, художній керівник                |
| 3                                                       | Харківський Олександр Володимирович | 01.11.2010            | Освіта середня спеціальна | член Партії регіонів                          | ВАТ «Ощадбанк», охоронець                                 |
| 5                                                       | Завражний Микола Васильович         | 01.11.2010            | Освіта середня            | член Партії регіонів                          | пенсіонер                                                 |
| 6                                                       | Бугаєвська Світлана Віталіївна      | 01.11.2010            | Освіта середня спеціальна | член Партії регіонів                          | дитячий садок № 74 «Дзвіночок», вихователь                |
| 7                                                       | Коваленко Олександр Леонтійович     | 01.11.2010            | Освіта середня            | член Партії регіонів                          | Горлівська тепломережа, охоронець                         |
| 8                                                       | Куликов Євгеній Олексійович         | 01.11.2010            | Освіта середня            | позапартійний                                 | КП компанія «Вода Донбасу», електромонтер                 |
| 9                                                       | Іонкіна Тетяна Миколаївна           | 01.11.2010            | Освіта середня            | член Партії регіонів                          | дитячий садок № 74 «Дзвіночок», керівник                  |
| 12                                                      | Самбор Микола Олексійович           | 01.11.2010            | Освіта середня спеціальна | член Партії регіонів                          | пенсіонер                                                 |
| 14                                                      | Мухіна Тамара Іванівна              | 01.11.2010            | Освіта середня            | член Партії регіонів                          | дитячий садок № 74 «Дзвіночок», завідувач по господарству |
| 15                                                      | Федорченко Валентина Анатоліївна    | 01.11.2010            | Освіта середня            | член Партії регіонів                          | поштове відділення смт Зайцеве, листоноша                 |
| 16                                                      | Школьник Тетяна Володимирівна       | 01.11.2010            | Освіта середня спеціальна | член Партії регіонів                          | пенсіонер                                                 |
| 18                                                      | Павлова Олена Євгеніївна            | 01.11.2010            | Освіта вища               | член Партії регіонів                          | Зайцівська селищна рада, секретар                         |
| 20                                                      | Султанов Юрій Юрійович              | 01.11.2010            | Освіта вища               | член Партії регіонів                          | Зайцівська селищна рада, головний бухгалтер               |
| Політична партія Всеукраїнське об'єднання «Батьківщина» |                                     |                       |                           |                                               |                                                           |
| 17                                                      | Боуднік-Конєва Валентина Вікторівна | 01.11.2010            | Освіта середня спеціальна | член Всеукраїнського об'єднання «Батьківщина» | «Донецька залізниця», слюсар                              |
| 19                                                      | Астапова Світлана Василівна         | 01.11.2010            | Освіта середня спеціальна | член Всеукраїнського об'єднання «Батьківщина» |                                                           |
| Самовисування                                           |                                     |                       |                           |                                               |                                                           |
| 2                                                       | Ятченко Марина Вячеславівна         | 05.06.2013            | Освіта незакінчена вища   | позапартійна                                  | студентка                                                 |
| 4                                                       | Полухін Денис В"ячеславович         | 05.06.2013            | Освіта вища               | позапартійний                                 | ТОВ «АДК-ЛЛІР», торговельний представник                  |
| 10                                                      | Хачатуров Вадим Суренович           | 05.06.2013            | Освіта середня спеціальна | позапартійний                                 | приватний підприємець                                     |
| 11                                                      | Гончаров Сергій Іванович            | 01.11.2010            | Освіта середня            | позапартійний                                 | ФОП «Гончаров», підприємець                               |
| 13                                                      | Калінін Олексій Васильович          | 01.11.2010            | Освіта середня спеціальна | позапартійний                                 | тимчасово не працює                                       |